# Midrash Hagadol
Le Midrash Hagadol (hébreu : מדרש הגדול « Le Grand Midrash ») est une compilation médiévale tardive de commentaires rabbiniques classiques sur les cinq livres de la Torah. Attribué au rabbin yéménite David bar Amram al-Adeni, ce Midrash fait sensation parmi les Juifs européens lors de sa « redécouverte » au XIXe siècle car il inclut, outre la littérature talmudique et targoumique classiques, des opinions de Moïse Maïmonide et du Zohar ainsi que des matériaux extraits de sources inédites à l’époque dont la Mekhilta deRabbi Shimon. Par ailleurs les traditions talmudiques et midrashiques qu’il contient sont considérées comme plus correctes que celles des éditions courantes.

## Contenu
Le Midrash Hagadol couvre l’intégralité du Pentateuque. Il est rédigé en hébreu sans la moindre influence de l’arabe, contrairement à d’autres compilations yéménites contemporaines, et ne comprend que des midrashim. Les midrashim proviennent de compilations antérieures, certaines n’étant connues que par ce recueil ; l’auteur y intègre des commentaires de la période des gueonim voire médiévale, faisant particulièrement usage du code de lois de Moïse Maïmonide, mais sans aucune exposition doctrinale, scientifique ou philosophique. Il contient aussi des sources dont Maïmonide s’est inspiré, inconnues des Juifs d’Europe. Chaque parasha est introduite par des poèmes en rimes, influencés par le piyyout de la terre d’Israël.